# Giorgi Dzmanashvili
Giorgi Dzmanashvili (Georgia, 16 de junio de 2002) es un jugador profesional georgiano de rugby que se desempeña en la posición de pilar derecho en ASM Clermont Auvergne, equipo perteneciente a la liga Top 14.

## Carrera
Comenzó su carrera deportiva con el equipo RC Rustavi Kharebi, en el cual jugó una temporada (2021-2022), después pasó a ASM Clermont Auvergne, donde lleva jugando dos temporadas.